# Campagne de Birmingham

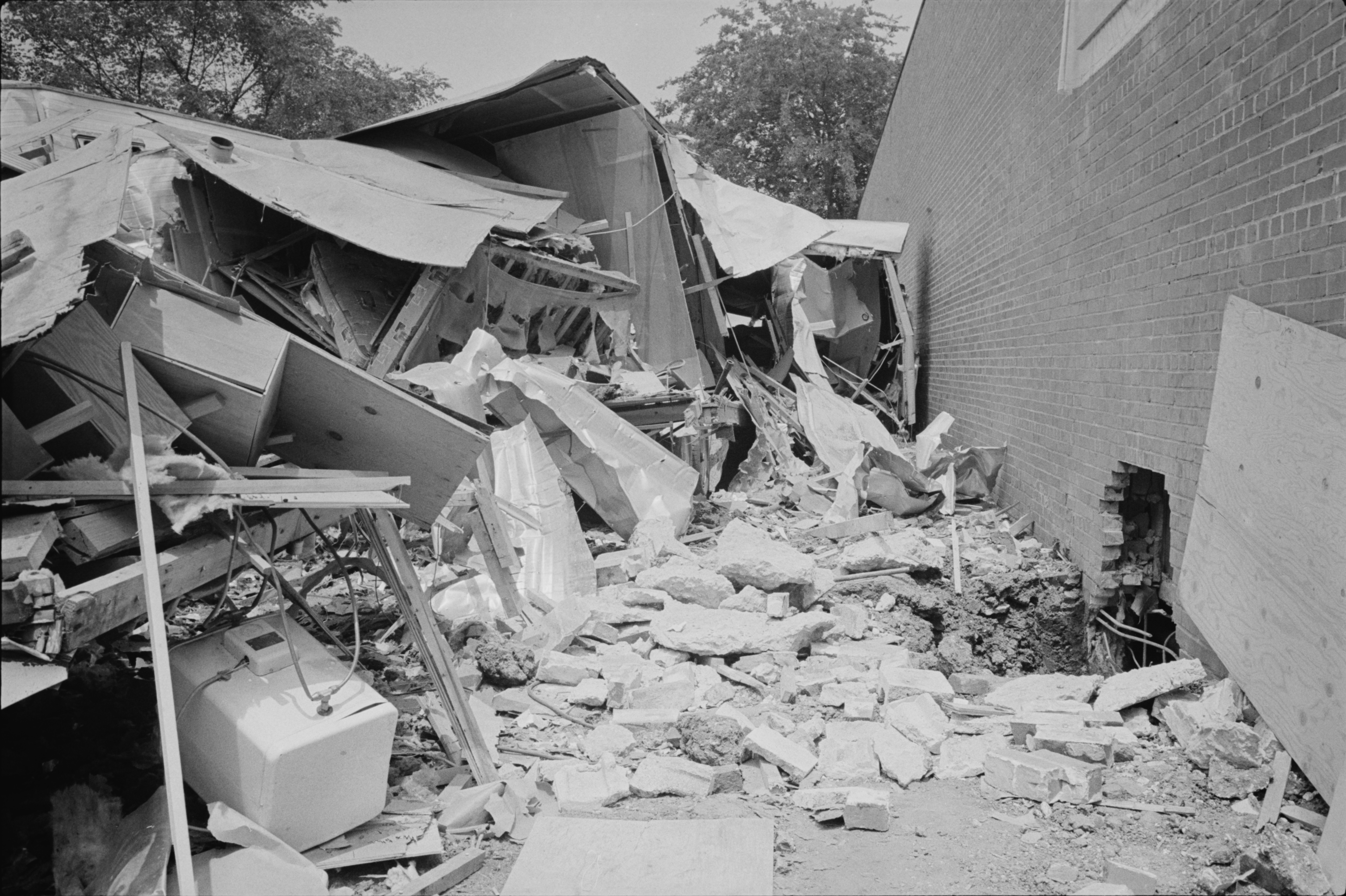
Dégâts causés par l'explosion d'une bombe à l'A.G. Gaston Motel le 11 mai 1963, qui servait de lieu de résidence pour Martin Luther King, Jr.

La campagne de Birmingham (ou mouvement de Birmingham de 1963) est une manifestation organisée au début de l'année 1963 par l'association américaine pour les droits civiques Southern Christian Leadership Conference (SCLC) dans le but d'attirer l'attention sur les inégalités de traitement que les Afro-Américains enduraient à Birmingham, en Alabama.
Menée par Martin Luther King, James Bevel, Fred Shuttlesworth et d'autres, cette campagne prônait l'action directe non-violente. Son point culminant fut une série d'affrontements, largement couverts par les médias, entre jeunes étudiants noirs et autorités municipales blanches, aboutissant finalement à une réforme, par les autorités municipales, des lois discriminatoires de la ville.
Au début des années 1960, Birmingham est l'une des villes américaines les plus divisées sur le plan racial, à la fois d'un point de vue culturel et législatif. Les citoyens noirs sont confrontés à des disparités économiques et juridiques, ainsi qu'à une répression violente dès qu'il tentent d'attirer l'attention sur leurs problèmes. Les protestations à Birmingham commencent avec un boycott mené par le pasteur Fred Shuttlesworth, destiné à faire pression sur des dirigeants d'entreprise pour qu'ils offrent des possibilités d'emploi aux personnes de toutes races, revendiquant également la fin de la ségrégation dans les établissements publics, les restaurants, les écoles et les magasins. Lorsque les chefs d'entreprise et les autorités municipales choisissent de s'opposer au boycott, le SCLC (via son leader Wyatt Tee Walker) décide de soutenir le militant Fred Shuttlesworth et ils mettent en place ensemble ce qu'ils appelèrent le projet C, une série de sit-in et de marches ayant pour but de provoquer des arrestations massives.
Cependant la campagne arrive vite à court de volontaires adultes, et James Bevel, le directeur de l'Action Directe au sein du SCLC, propose de faire des étudiants et élèves les principaux manifestants de la campagne de Birmingham. Bevel entreprend alors de former à la non-violence des lycéens, collégiens et élèves de primaires, et leur demande de participer aux manifestations en marchant tranquillement, par groupes de cinquante, depuis l’Église baptiste de la 16e Rue jusqu'à l'hôtel de ville, dans le but de parler de ségrégation avec le maire de la ville. La manifestation aboutit à plus d'une centaine d'arrestations et, les prisons et zones de détention se remplissant de jeunes arrêtés, le Birmingham Police Department (département de police de Birmingham), dirigé par Eugene « Bull » Connor, décide d'utiliser des canons à eau et des chiens d'attaque contre les participants, enfants comme adultes. Malgré les intentions affichées par le SCLC de rester complètement non-violents, tous les participants à la marche ne furent pas pacifiques, cependant les jeunes étudiants respectèrent le credo non-violent. Martin Luther King et le SCLC s'attirèrent à la fois des critiques et des louanges pour avoir autorisé des enfants à participer à des manifestations dans une position potentiellement dangereuse.
La campagne de Birmingham est un modèle d'action directe non-violente et, par la couverture médiatique qui en fut faite, elle attira l'attention du monde entier sur la violence des politiques de ségrégation raciale à l’œuvre dans le Sud des États-Unis, faisant de la question de la ségrégation une priorité nationale et conduisant à l'intervention de l'administration fédérale de Kennedy. La réputation de Martin Luther King en sortit grandie, Connor fut démis de ses fonctions. La campagne força Birmingham à mettre fin à la ségrégation, et prépara la voie pour le Civil Rights Act de 1964 qui interdit toute discrimination raciale à l'embauche et dans les services publics à travers les États-Unis.

## Contexte

### Une ville de ségrégation
En 1963, la ville de Birmingham, dans l’État d'Alabama, est « probablement la ville où la ségrégation est la plus rigoureuse de tous les États-Unis », selon les mots de Martin Luther King. Bien que sa population de presque 350 000 habitants soit à l'époque à 60 % blanche et 40 % noire, la ville ne compte aucun Noir parmi ses officiers de police, pompiers, vendeurs dans les grands magasins, conducteurs de bus, employés de banque ou caissiers. Les secrétaires noirs n'avaient pas le droit de travailler pour des professionnels blancs. Les emplois accessibles aux Noirs étaient limités aux travaux de force dans les aciéries de Birmingham, aux emplois de service domestique et d'entretien, ou au travail dans les quartiers noirs. En cas de plans de licenciement, les employés noirs étaient souvent les premiers touchés. Le taux de chômage des Noirs était deux fois et demi supérieur à celui des Blancs, et le revenu moyen des Noirs de la ville n'atteignait pas la moitié de celui des Blancs. Il était courant que les échelles de rémunération des travailleurs noirs dans les aciéries locales soient significativement inférieures à celles de leurs collègues. La ségrégation raciale dans les établissements publics et dans les commerces du comté de Jefferson était légalement requise, couvrait tous les aspects de la vie et était rigoureusement appliquée. En 1960, seulement 10 % de la population noire de la ville était inscrite sur les listes électorales.
Par ailleurs, l'économie de Birmingham était stagnante, la ville effectuant sa transition depuis le secteur ouvrier (« blue collar », col bleu) vers le secteur tertiaire (« white collar », col blanc). Selon le magazine Time de 1958, la seule chose que les travailleurs blancs avaient à gagner en cas de déségrégation serait davantage de compétition pour l'emploi de la part des travailleurs noirs. Entre 1945 et 1962 eurent lieu une cinquantaine d'attentats à la bombe commis pour des motifs raciaux, ce qui valut à la ville le surnom de « Bombimgham ». L'un des quartiers de la ville, où vivaient des familles à la fois noires et blanches, fut la cible d'un si grand nombre d'attentats qu'on l'appelait « Dynamite Hill ». Les églises noires où l'on discutait des droits civiques étaient des cibles privilégiées.
La population noire de Birmingham commença à s'organiser pour faire changer les choses. À la suite de l'interdiction par l'Alabama, en 1956, de la National Association for the Advancement of Colored People (NAACP, Association Nationale pour l'Avancement des Personnes de Couleur), le révérend Fred Shuttlesworth fonda, la même année, l'association Alabama Christian Movement for Human Rights (ACMHR, Mouvement Chrétien d'Alabama pour les Droits Humains), afin de remettre en cause les politiques ségrégationnistes de la ville par le biais de poursuites judiciaires et de manifestations. Quand les juges firent tomber la ségrégation dans les parcs publics, la ville réagit en ordonnant leur fermeture. Des attaques à la bombe répétées frappèrent la maison de Shuttlesworth, ainsi que la Bethel Baptist Church, l'église dont il était le pasteur. Après son arrestation et emprisonnement pour violation des lois de ségrégation en 1962, Shuttlesworth adressa une pétition au bureau du maire Art Hanes, demandant la déségrégation des établissements publics. Hanes répondit par une lettre qui informait Shuttlesworth que sa pétition avait été jetée à la poubelle. À la recherche d'un soutien extérieur, Shuttlesworth invita Martin Luther King et le SCLC à vernir à Birmingham en ces mots : « Si vous venez à Birmingham, vous n'en retirerez pas seulement du prestige, mais vous secouerez réellement le pays. Si vous gagnez à Birmingham, la direction que prendra Birmingham sera celle que prendra la nation ».

### Les objectifs de la campagne
Peu de temps avant les événements de Birmingham, Martin Luther King et le SCLC s'étaient impliqués dans une campagne de déségrégation similaire dans la ville d'Albany, en Géorgie, mais n'avaient pas obtenu les résultats escomptés. Décrit par l'historien Henry Hampton comme un « marécage », le mouvement d'Albany avait perdu son élan et s'était épuisé. Sa réputation ayant été ternie par cette campagne, King était soucieux de l'améliorer,. Lui-même et le SCLC étaient déterminés à ne pas reproduire les mêmes erreurs à Birmingham, et ils élaborèrent plusieurs changements de stratégie. Tandis qu'à Albany, ils avaient pris pour cible la déségrégation de la ville dans son ensemble, à Birmingham, leur stratégie se concentra sur des objectifs plus précis visant les commerces du centre-ville et l'administration du district. Parmi ces objectifs figuraient la déségrégation des commerces du centre-ville, l'interdiction des discriminations à l'embauche dans les commerces et les administrations publiques, la réouverture des parcs publics, ainsi que la création un comité mixte (« bi-racial » en anglais) pour superviser la déségrégation des écoles publiques de Birmingham,. King résumera ainsi la philosophie de la campagne de Birmingham : « Le but de […] l'action directe est de créer une situation qui soit un tel enchevêtrement de crises qu'elle ouvre inévitablement la porte à des négociations ».

### Le commissaire à la sécurité publique
L'un des facteurs de succès de la campagne de Birmingham fut la structure de l'administration municipale, et en particulier la personnalité controversée de son commissaire à la sécurité publique, Eugene "Bull" Connor (dit « le taureau »). Décrit par le magazine Time comme un « ségrégationniste extrémiste » (« arch-segregationist » en anglais), Connor déclara : « dans cette ville, on mélangera jamais des nègres et des blancs ensemble »,. Connor était semble-t-il également convaincu que le mouvement des droits civiques était un complot communiste et, à la suite des attentats à la bombe sur des églises, il rejeta la faute de cette violence sur des Noirs du quartier. L'administration de Birmingham était organisée de telle façon que Connor y détenait une puissante influence. En 1958, la police arrêta des prêtres qui organisaient un boycott des bus. Quand le Federal Bureau of Investigation (FBI, Bureau Fédéral d'Investigation) initia une enquête à la suite d'allégations d'abus policiers commis pendant ces arrestations, Connor répondit qu'il n'avait « aucune foutue excuse à faire au FBI ou à n'importe qui d'autre » et prédit : « Si le Nord continue d'essayer de nous faire avaler ce truc [la déségrégation], il va y avoir un carnage ». En 1961, Connor retarda l'intervention des forces de police alors que des « Freedom Riders » (voyageurs de la liberté) étaient tabassés par des lyncheurs locaux. La police harcelait régulièrement les leaders religieux et les organisateurs de manifestations en distribuant des amendes aux voitures garées à proximité des meetings, et en se mêlant aux rassemblements habillés en civil pour y prendre des notes. Le département des pompiers de Birmingham interrompit même des meetings sous prétexte de « risques d'incendie fantômes ». Connor nourrissait une telle haine envers le mouvement des droits civiques que ses actions eurent l'effet inverse, dynamisant le soutien envers les Noirs-Américains. Le président John F. Kennedy dira plus tard de lui : « Le Mouvement des droits civiques devrait remercier Dieu pour Bull Connor. Son aide aura été aussi précieuse que celle d'Abraham Lincoln ».
Le tumulte qui agitait le bureau du maire fut également l'une des causes de l'affaiblissement du gouvernement municipal de Birmingham dans son opposition à la campagne. Connor, qui s'était porté candidat pour plusieurs positions d'élu pendant les mois précédant la campagne, avait perdu toutes ses élections, sauf celle de commissaire à la sécurité publique. De fait, un groupe de politiciens blancs modérés, convaincus que l'extrême conservatisme de Connor était un frein au progrès de la ville dans son ensemble, avait travaillé à le mettre en échec. Ce groupe, nommé Citizens for Progress (Citoyens pour le Progrès) était soutenu par la chambre de commerce ainsi que par d'autres professionnels blancs de la ville, et leur stratégie furent un succès. En novembre 1962, Connor perdit l'élection pour le poste de maire contre Albert Boutwell, un ségrégationniste moins acharné. Cependant, Connor et ses collègues de la commission municipale refusèrent de reconnaître l'autorité du nouveau maire. Appuyant leurs arguments sur un point technique, ils affirmèrent que leur mandat n'expirerait pas avant 1965, au lieu du printemps 1963. Ainsi, pendant une courte période, Birmingham fut dotée de deux gouvernements municipaux, chacun tâchant de mener les politiques de la ville.

## À Birmingham

### La campagne de boycott
Calqué sur le modèle du Boycott des bus de Montgomery, le mouvement de protestation à Birmingham commence en 1962, quand les étudiants d'une faculté locale décident d'organiser une série de boycotts, échelonnés sur une année entière. Leur action eut pour effet de faire baisser jusqu'à 40 % l'activité des commerces du centre-ville, ce qui attira l'attention du président de la chambre de commerce, Sidney Smyer, qui déclara : « les incidents raciaux nous ont laissé des cicatrices que nous mettrons longtemps à oublier ». En réponse aux boycotts, la commission municipale de Birmingham choisit de punir la communauté noire en supprimant 45.000$ d'aide (350.000$ en 2016) à un programme de surplus alimentaire qui bénéficiait essentiellement à des foyers modestes noirs. Cependant, au lieu d'être dissuasive, cette mesure ne fit qu'accroître la motivation à résister de la communauté noire.
Dès le départ, le SLCL décide que la pression économique sur les commerces de Birmingham sera plus efficace que la pression politique, une leçon apprise à Albany où, de même qu'à Birmingham, peu de Noirs étaient inscrits sur les listes électorales en 1962. Au printemps 1963, peu avant Pâques, le boycott de Birmingham s'intensifie alors qu'il s'agit de la deuxième plus importante période de shopping de l'année. Les pasteurs exhortent leurs paroissiens à ne plus faire leurs courses dans les commerces du centre-ville de Birmingham. Pendant six semaines, les partisans du boycott patrouillent dans le centre-ville pour s'assurer que les Noirs ne fréquentent pas des commerces qui promeuvent ou tolèrent la ségrégation. Quand des acheteurs noirs sont découverts dans ces commerces, les organisateurs les prennent à partie, jouant la carte de la honte par rapport à la solidarité communautaire, jusqu'à les convaincre de participer au boycott. Shuttlesworth se rappelle une femme dont le chapeau à 15$ fut détruit par des patrouilleurs du boycott. Un participant à la campagne, Joe Dickson, se souvient : « On devait instaurer une surveillance stricte. On devait dire aux gens, par exemple : si tu vas en centre-ville et que tu achètes quelque chose, tu vas avoir affaire à nous ». Après que plusieurs commerçants de Birmingham ont ôté leurs pancartes « white only » (blancs uniquement) et « colored only » (personnes de couleur uniquement), le commissaire Bull Connor avertit tous les commerçants que s'ils n'obéissaient pas aux ordonnances de ségrégation, ils perdraient leur licence.

### Le Projet C
La présence de Martin Luther King à Birmingham ne fut pas accueillie avec bienveillance par toutes les composantes de la communauté noire. Un avocat noir local se plaignit dans le Time que la nouvelle administration municipale n'avait pas assez de temps pour se concerter avec les multiples groupes engagés pour le changement des politiques ségrégationnistes de la ville. A. G. Gaston, un propriétaire d'hôtels noir, rejoignait cet avis. Un prêtre jésuite blanc, qui travaillait comme assistant au cours des négociations sur la déségrégation, attesta que « les manifestations [étaient] mal planifiées et détournées ».
Les organisateurs des manifestations savaient qu'ils rencontreraient une réponse violente de la part du département de police de Birmingham, et choisirent une approche basée sur la confrontation dans le but d'attirer l'attention du gouvernement fédéral. Wyatt Tee Walker, qui était l'un des fondateurs du SCLC et fut son directeur exécutif de 1960 à 1964, planifia les stratégies d'action directe de la campagne, en particulier en ciblant la tendance de Bull Connor à répondre avec violence aux manifestations : « Ma théorie était que si nous organisions un mouvement non-violent puissant, l'opposition ferait probablement quelque chose pour appâter les médias, ce qui aurait pour effet d'attirer une attention et une sympathie nationales envers les conditions d'existence quotidiennes des personnes vivant sous le coup de la ségrégation dans le Sud profond (Deep South) ». Il dirigea la planification de ce qu'il appelait le Projet C (pour « confrontation »). Pensant que leurs lignes téléphoniques étaient sur écoute, les organisateurs utilisèrent des noms de code pour désigner les manifestations afin d'éviter que leurs plans ne soient connus et n'influencent éventuellement les résultats de l'élection municipale.
Le plan était d'utiliser l'action directe non-violente pour attirer l'attention des médias sur « the biggest and baddest city of the South » : « la ville la plus grande et la plus cruelle du Sud ». Pour préparer les manifestations, Walker chronométra la distance à pieds entre l'Église Baptiste de la 16e Rue, qui était le quartier général de la campagne, jusqu'à la zone de centre-ville. Il recensa les comptoirs de grands magasins ségrégués, et établit une liste de bâtiments qui feraient office de cibles secondaires au cas où la police bloquerait l'entrée des cibles primaires tels que les commerces, les bibliothèques et les églises réservées aux blancs.

#### Méthodes
Durant la campagne une variété de méthodes de confrontation non-violente furent employées : sit-ins dans des bibliothèques ou buvettes, visiteurs noirs s'agenouillant dans des églises blanches, ou encore une marche jusqu'au « county building » (équivalent d'une préfecture) pour la sensibilisation à l'inscription sur les listes électorales. Durant les actions ciblant les commerces, la plupart des commerçants réagirent en refusant de servir les manifestants. Lors d'un sit-in dans un bistrot Woolworth, des spectateurs blancs crachèrent sur les participants. Plusieurs centaines de manifestants furent arrêtés, dont le musicien de jazz Al Hibbler, qui fut cependant immédiatement relâché par Connor.
Le but du SCLC était de remplir les prisons de contestataires tout en poursuivant les manifestations, de manière à forcer la mairie à négocier. Cependant, le nombre d'arrestations ne fut pas suffisant pour affecter le fonctionnement de l'administration, et la communauté noire remit en question la pertinence de cette stratégie. L'éditeur de The Birmingham World, le journal noir de la ville, qualifia les actions directes des manifestants de « gâchis inutile », incitant plutôt les habitants noirs à se tourner vers les tribunaux pour espérer changer les lois racistes. La plupart des habitants blancs de Birmingham se montrèrent choqués par les manifestations. Certains leader religieux blancs dénoncèrent King et les autres organisateurs, arguant qu'« une cause doit être défendue au tribunal et lors des négociations entre les dirigeants locaux, pas dans la rue ». Cependant, certains habitants blancs soutenaient le boycott. Par exemple, alors qu'une femme noire était entrée dans une enseigne Loveman pour acheter à son enfant des chaussures pour Pâques, une vendeuse blanche lui dit : « Nègre, n'as-tu pas honte de toi, les gens de ton peuple sont dehors dans la rue, en train de se faire mettre en prison, et toi tu es là à dépenser ton argent. Mais je ne vais rien te vendre, il faudra aller ailleurs ». King promit qu'il y aurait une manifestation chaque jour jusqu'à ce qu'une « égalité pacifique ait été assurée ». Il estimait que le nouveau maire ne prendrait jamais de sa propre initiative la décision de dé-ségréguer la ville.

#### La réponse de la ville
Le 10 avril 1963, Bull Connor obtint une injonction interdisant les manifestations, et entreprit dans la foulée d'augmenter la caution de libération des détenus de 300 $ à 1 200 $ (l'équivalent d'une hausse de 2 000 $ à 9 000 $ en 2016). Fred Shuttlesworth qualifia l'injonction de « déni flagrant de nos droits constitutionnels » et les organisateurs se préparèrent à défier la mesure. La décision d'ignorer l'injonction avait été prise en amont, pendant l'étape de préparation de la campagne. En effet, lors du mouvement de protestation à Albany, King et le SCLC avaient obéi aux injonctions judiciaires, mais avaient analysé ensuite que les respecter avait probablement contribué à l'échec de cette campagne. Dans un communiqué de presse, ils expliquèrent : « Nous sommes désormais confrontés à des forces récalcitrantes dans le Sud profond qui utilisent les tribunaux pour perpétuer les systèmes injustes et illégaux de séparation raciale ». Le maire entrant Albert Boutwell qualifiait King et les organisateurs du SCLC d'« étrangers » dont le seul but à Birmingham était d'« attiser la discorde inter-raciale ». Connor promit : « Vous pouvez être sûrs que je remplirai les prisons à raz-bord avec toute personne enfreignant la loi, aussi longtemps que je serai à l'Hôtel de Ville ».
À la suite de l'augmentation du montant requis pour les cautions, les organisateurs du mouvement se retrouvèrent à court de financements. King étant le principal collecteur de fonds, ses associés le pressèrent de faire le tour du pays pour collecter de l'argent pour les cautions des personnes arrêtées. Cependant, il avait précédemment promis de guider des manifestants dans une marche de solidarité jusqu'à la prison, mais, à l'approche de la date prévue, il hésitait. Certains membres du SCLC s'agacèrent même de son indécision. « Je n'ai jamais vu Martin aussi troublé », rapporta plus tard l'un des amis de King. Après que King se fut retiré seul pour prier et réfléchir dans sa chambre d'hôtel, lui et les leaders de la campagne décidèrent de défier l'injonction et se préparèrent à des arrestations massives de partisans de la campagne. Pour stimuler le moral des troupes et recruter des volontaires prêts à aller en prison, Ralph Abernathy s'exprima lors d'un grand meeting des habitants noirs de Birmingham dans l'église baptiste de la 16e rue : « Les yeux du monde entier sont fixés sur Birmingham ce soir. Bobby Kennedy observe Birmingham, le Congrès des États-Unis observe Birmingham. Le département de la Justice observe Birmingham. Êtes-vous prêts, êtes-vous prêts à relever le défi ? Je suis prêt à aller en prison, et vous ? » Aux côtés d'Abernathy, King fut parmi les 50 habitants de Birmingham, entre 15 et 81 ans, qui furent arrêtés le jour du Good Friday (« vendredi faste »), le 12 avril 1963. C'était la 13e arrestation de King.

### Martin Luther King emprisonné
Martin Luther King fut détenu dans la prison de Birmingham, où on lui refusa le droit de s'entretenir avec un avocat du NAACP en dehors de la surveillance des gardes. Quand l'historien Jonathan Bass écrivit sur cet incident en 2001, il nota que la nouvelle de l'incarcération de King avait été répandue rapidement par Wyatt Tee Walker (du SCLC), comme prévu. Les supporters de King adressèrent des télégrammes à la Maison-Blanche au sujet de son arrestation. Il aurait pu être relâché sous caution à tout moment, et les administrateurs de la prison souhaitaient qu'il soit remis en liberté le plus vite possible pour éviter d'être sous l’œil des médias pendant sa détention. Cependant, les organisateurs de la campagne choisirent de ne pas payer la caution dans le but de « focaliser l'attention des médias et de l'opinion publique nationale sur la situation à Birmingham ».
Vingt-quatre heures après son arrestation, King fut autorisé à s'entretenir avec des avocats locaux du SCLC. Coretta Scott King ne recevant pas de nouvelles de son mari, elle appela Walker, qui lui suggéra d'appeler directement le président Kennedy. Mme King était en convalescence chez elle après la naissance de leur quatrième enfant quand elle reçut un appel du président Kennedy, le lundi suivant l'arrestation. Le président lui assura qu'elle pouvait s'attendre à un appel de son mari très prochainement. Lorsque Martin Luther King appela effectivement sa femme, leur conversation fut brève et prudente : il supposait avec raison que ses appels étaient sur écoute. Quelques jours plus tard, Jacqueline Kennedy appela Coretta Scott King pour exprimer son inquiétude pour King lors de son incarcération.
C'est en griffonnant des notes sur des morceaux de papier que lui avait donnés un concierge, dans les marges d'un journal, et sur un bloc-notes qui lui fut donné un peu plus tard légalement par des avocats du SCLC, que King écrivit son célèbre essai Lettre de la prison de Birmingham. C'était une réponse adressée à huit hommes d'Église blancs politiquement modérés, qui accusaient King de créer l'agitation (en) parmi les habitants de la ville, sans laisser au maire entrant l'opportunité de mettre en œuvre des changements. Bass suggéra que la Lettre de la prison de Birmingham était prévue, comme la plupart des actions que King et ses associés ont mises en œuvre à Birmingham. L'essai est l'aboutissement de nombreux aspects de la pensée de King, qu'il avait abordés dans des écrits antérieurs. L'arrestation de King attira une attention nationale, et notamment celle de dirigeants administratifs de certaines chaînes de magasins qui possédaient des enseignes dans le centre-ville de Birmingham. En effet, après l'arrestation de King, les profits de leurs magasins commencèrent à s'amenuiser. Certains de ces dirigeants d'entreprise d'envergure nationale pressèrent donc Kennedy à intervenir. King fut relâché le 20 avril 1963.

## L'escalade du conflit

### Recrutement d'étudiants
Malgré la publicité entourant l'arrestation de King, la campagne s'essoufflait car peu de manifestants étaient prêts à risquer la prison. De plus, bien que Connor eut utilisé des chiens policiers pour encadrer les arrestations de manifestants, cela n'avait pas attiré autant d'attention médiatique que les organisateurs l'avaient prévu. Pour redynamiser la campagne, l'organisateur du SCLC James Bevel élabora un plan alternatif controversé qu'il appela Jour J, et qui fut plus tard nommé la « Croisade des enfants » par le magazine Newsweek. Le Jour J prévoyait de faire appel aux écoliers, collégiens et lycéens de Birmingham, ainsi qu'aux étudiants de la faculté locale du Miles College, pour qu'ils participent aux manifestations.
Bevel, qui était un vétéran de mouvements étudiants non-violents antérieurs comme le Mouvement Étudiant de Nashville, avait été nommé, au sein du SCLC, Directeur de l'Action Directe et de l’Éducation Non-violente. Après avoir lancé l'idée, il encadra et forma les jeunes aux stratégies et à la philosophie non-violentes. King hésita à approuver l'utilisation d'enfants, mais Bevel était convaincu qu'ils étaient la solution, car le temps qu'ils passeraient en prison n'aurait pas d'impact économique sur les familles, contrairement à la perte des revenus d'un parent. Bevel avait également constaté que les adultes de la communauté noire étaient divisés au sujet du soutien à apporter au mouvement, tandis que les lycéens étaient un groupe bien plus soudé : ils étaient camarades depuis la crèche. Bevel entreprit de recruter des filles populaires, leaders de la vie scolaire, et des garçons athlètes. Les filles étaient plus réceptives à ses idées car elles avaient une moindre expérience des violences raciales que les garçons. Cela dit, quand les filles s'engageaient, les garçons suivaient de près.
Bevel et le SCLC mirent en place des ateliers pour aider les jeunes à surmonter leur peur des chiens et de la prison. Ils leur montrèrent des films des sit-ins de Nashville organisés en 1960 pour mettre fin à la ségrégation dans les cafétérias publiques. La radio noire de Birmingham, WENN, soutint ce nouveau plan en conseillant aux étudiants d'arriver sur le lieu de rendez-vous de la manifestation munis d'une brosse à dents à utiliser en prison. Sur des tracts distribués dans les écoles et quartiers noirs, on pouvait lire : « Bats-toi pour la liberté d'abord, va à l'école ensuite » ou « Tu as entre tes mains le pouvoir de libérer nos professeurs, nos parents, toi-même et notre pays ».

### La Croisade des enfants
Le 2 mai 1963, plusieurs centaines de jeunes firent l'école buissonnière pour se rassembler devant l'Église Baptiste de la 16e Rue et d'autres églises. Le principal du lycée Parker essaya de verrouiller le portail pour empêcher les élèves de sortir, mais ils escaladèrent les murs pour rejoindre la manifestation. Des instructions furent données aux manifestants : ils devaient marcher jusqu'au centre-ville pour rencontrer le Maire, puis entrer dans les bâtiments ciblés. Ils devaient ensuite se disperser en petits groupes et poursuivre leur chemin jusqu'à être arrêtés. Marchant en rangs ordonnés, certains d'entre eux utilisant des talkies-walkies, ils furent envoyés à intervalles réguliers, depuis diverses églises, vers la zone commerçante du centre-ville. Plus de 600 jeunes furent arrêtés. Le plus jeune d'entre eux avait huit ans. Les enfants se mirent en route depuis les églises en chantant des hymnes et des « freedom songs » (chants de liberté, de révolte) tels que « We Shall Overcome » (« Nous triompherons »). Ils applaudissaient et riaient en se faisant arrêter ou en attendant d'être acheminés jusqu'en prison. L'ambiance fut comparée à celle, bon enfant, d'un pique-nique scolaire. Bien que Bevel eut informé au préalable le commissaire Connor que cette marche aurait lieu, Connor et la police furent sidérés par le nombre et l'attitude des enfants. Ils durent rassembler des voitures de patrouille et des bus scolaires pour emmener les enfants jusqu'à la prison. Quand il n'y eut plus assez de véhicules de service pour barrer les rues de la ville, Connor, dont l'autorité s'étendait aux pompiers, utilisa des camions incendie. Les arrestations de la journée firent grimper le nombre de manifestants emprisonnés à 1200, pour une capacité de 900 places dans la prison de Birmingham.
L'utilisation des enfants s'avéra très controversée. Le maire entrant, Albert Boutwell, et le procureur général Robert F. Kennedy condamnèrent la décision d'avoir utilisé des enfants dans les manifestations. Dans le New York Times, il fut rapporté que Robert Kennedy avait déclaré « un enfant blessé, mutilé ou mort est un prix que personne ne peut se permettre de payer », ajoutant cependant, « je pense que chacun comprend que leurs réclamations légitimes doivent être résolues ». Malcolm X critiqua également cette décision, affirmant que « Les vrais hommes n'envoient pas leurs enfants en première ligne ».
King, qui avait d'abord été muet sur la question puis absent de la ville pendant la période où Bevel organisait les jeunes, fut impressionné par le succès obtenu grâce à leur participation aux manifestations. Ce soir-là, il déclara lors d'un rassemblement de masse : « Cette journée m'a inspiré et ému. Je n'ai jamais rien vu de tel ». Bien que Wyatt Tee Walker eut été dans un premier temps défavorable à l'utilisation de mineurs dans les manifestations, il répondit ainsi aux critiques : « Les enfants nègres obtiendront une meilleure éducation en cinq jours de prison qu'en cinq mois dans une école ségréguée. » La campagne du Jour J fit la une de journaux comme le Washington Post et le New York Times.

### Canons à eau et chiens policiers
Le 3 mai, lendemain de la manifestation, quand il réalisa que la prison de Birmingham était pleine, Connor modifia les tactiques de la police de manière à empêcher les manifestants d'atteindre la zone commerçante du centre-ville. Une nouvelle centaine d'étudiants se rassembla ce jour-là une nouvelle fois devant l'église, puis entama une marche à travers le parc Kelly Ingram tout en chantant « We're going to walk, walk, walk. Freedom ... freedom ... freedom. » (« Nous marcherons, marcherons, marcherons. Liberté... liberté... liberté. ») Au moment où les manifestants quittaient l'église, la police leur ordonna de s'arrêter et de faire demi-tour, « ou vous allez vous faire mouiller », mais ils continuèrent d'avancer. Connor donna alors l'ordre d'utiliser les canons à eau, réglés sur une puissance qui arracherait l'écorce d'un arbre ou détacherait une brique du mortier, à l'encontre des enfants. Certains garçons eurent leurs chemises arrachées, et des jeunes filles furent balancées par-dessus les toits des voitures par la force de l'eau. Quand les jeunes se baissaient ou tombaient, la puissance du flux les faisait rouler sur l'asphalte des rues et contre le béton des trottoirs. Connor autorisa des spectateurs blancs à s'approcher, criant : « Laissez ces gens approcher, sergent. Je veux qu'ils voient les chiens au travail ».
A. G. Gaston, qui était consterné à l'idée d'utiliser des enfants, était au téléphone avec l'avocat blanc David Vann pour essayer de négocier une résolution à la crise. Mais quand il regarda par sa fenêtre et vit les enfants être frappés par les canons à eau, il dit à son interlocuteur : « Maître Vann, je ne peux pas vous parler maintenant, ni jamais. Mon peuple est là-dehors en train de lutter pour sa vie et pour ma liberté. Je dois aller les aider », puis il raccrocha le téléphone. Les parents et adultes noirs qui observaient acclamaient pacifiquement les jeunes manifestants, mais quand les canons furent déclenchés, ils se mirent à jeter des cailloux et des bouteilles sur la police. Pour les disperser, Connor ordonna aux forces de l'ordre d'utiliser des bergers allemands. James Bevel, quant à lui, faisait des allers-retours à travers la foule pour mettre en garde les participants : « Si le moindre policier est blessé, on va perdre ce combat ». La manifestation prit fin vers 15h, les manifestants profitant d'une sorte de trêve pour rentrer chez eux. La police enleva les barricades et rouvrit les rues à la circulation. Ce soir-là, King rassura la foule de parents inquiets : « Ne vous inquiétez pas pour vos enfants qui sont en prison. Les yeux du monde sont tournés vers Birmingham. Nous avançons en dépit des chiens et des canons à eau. Nous sommes allés trop loin pour faire demi-tour. »

#### Imagerie
Un reporter aguerri du Huntley-Brinkley confia plus tard qu'aucune opération militaire à laquelle il avait assisté ne l'avait jamais autant effrayé et perturbé que ce qu'il avait vu à Birmingham. Ce jour-là, deux photographes avaient été dépêchés à Birmingham : Charles Moore, qui avait travaillé antérieurement avec le Montgomery Advertiser et qui travaillait désormais pour le magazine Life ; et Bill Hudson, de l'Associated Press. Moore était un photographe spécialisé dans le reportage de guerre auprès de la Marine américaine, et fut « secoué » et « écœuré » par l'utilisation d'enfants et par ce que la police et les pompiers leur infligèrent. Moore fut blessé à la cheville par une brique destinée à la police. Il prit plusieurs clichés qui furent imprimés dans Life. La première de ses photos publiées montre trois adolescents frappés par le jet d'un canon à eau sous haute pression. Elle était légendée : « Ils combattent un feu qui ne s'éteindra pas ». Une version plus courte de cette légende fut plus tard utilisée comme titre pour la biographie de Fred Shuttlesworth. Cette photo de Life devint une image iconique de l'époque (« era-defining picture ») et fut comparée à la photo des « Marines levant le drapeau américain à Iwo Jima ». Moore supposa que le contenu de sa pellicule « était susceptible d'effacer de la psyché nationale toute notion de « good southener » (gentil habitant du Sud) ». Hudson nota plus tard que ses seules priorités ce jour-là étaient de « faire des photos et de rester en vie » et de « ne pas se faire mordre par un chien ».

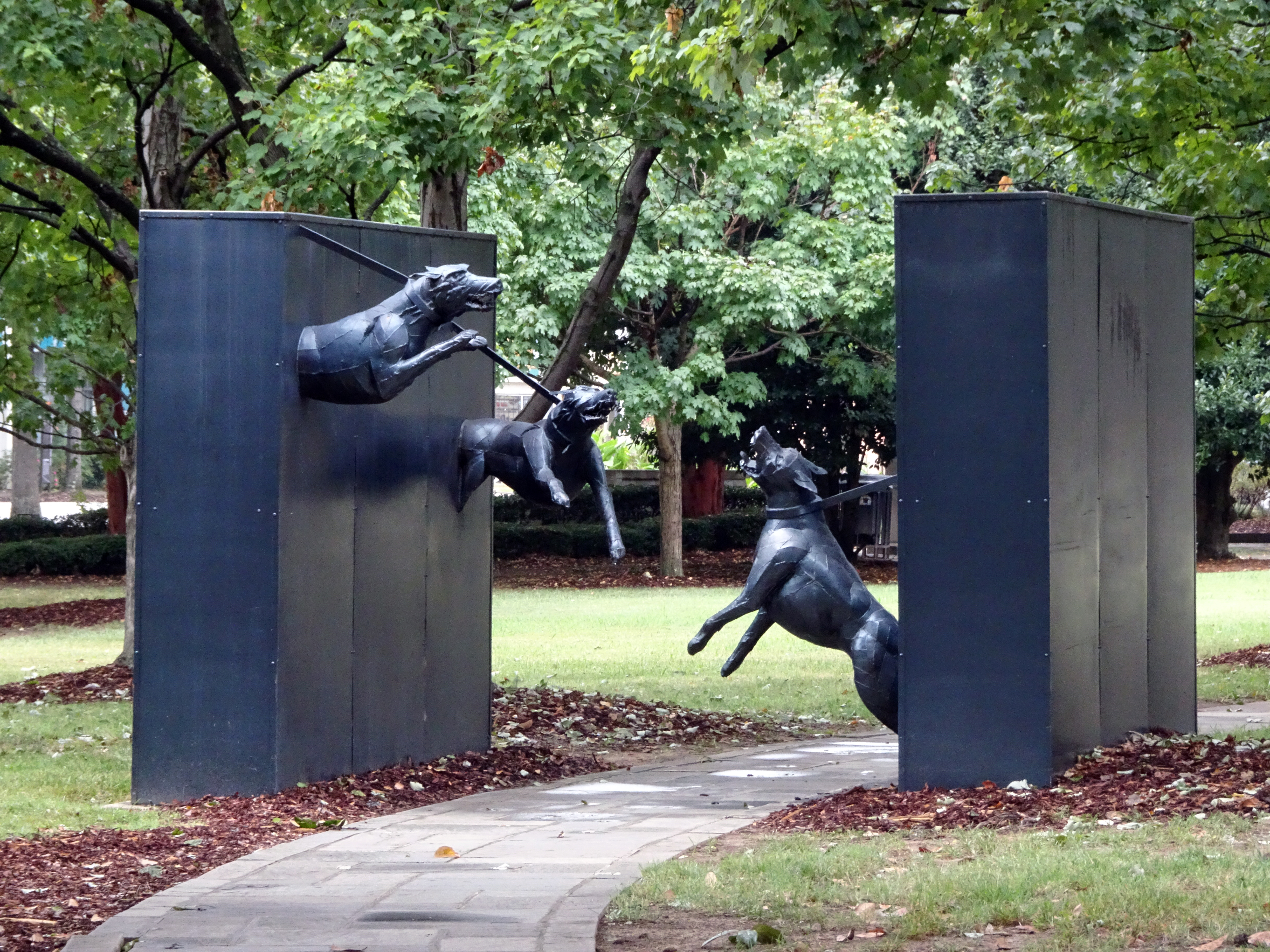
Le monument aux victimes des chiens policiers de la campagne de Birmingham, dans le parc Kelly Ingram.

Au cours de la confrontation, Hudson se retrouva juste derrière Walter Gadsen, un étudiant de terminale du lycée Parker, au moment où un officier de police agrippait le jeune homme par son pull en même temps qu'un chien policier le chargeait. Gadsen assistait à la manifestation en tant qu'observateur. Il était lié à l'éditeur du journal noir de Birmingham, The Birmingham World, qui désapprouvait fortement le leadership de King au sein de la campagne. Gadsen fut arrêté pour « défilé sans autorisation » et, après avoir été témoin de son arrestation, le commissaire Connor fit cette remarque à son officier : « Pourquoi tu n'as pas pris un chien plus méchant ? C'est pas celui-là le vicieux ». La photo d'Hudson montrant Gadsen attaqué par le chien fit la une du New York Times du 4 mai 1963, occupant la largeur de trois colonnes sur la partie supérieure de la page.
Les caméras de télévision diffusèrent les scènes d'enfants projetés à terre par des canons à eau et de chiens policiers attaquant des manifestants sans défense. C'est en grande partie à ces photos et à cette couverture médiatique que l'on attribue l'évolution de l'opinion internationale vers un fort soutien des protestataires, ainsi que la construction de la figure de Bull Connor en tant qu'incarnation du « méchant de l'époque » (« the villain of the era »). Le président Kennedy confia à un groupe de personnes de la Maison-Blanche que la photo du New York Times le rendait « malade ». Il qualifia les événements de « honteux » et déclara que « les images [étaient] un récit bien plus éloquent que n'importe quel long discours explicatif ».
Les images eurent également un impact profond à Birmingham. Malgré des décennies de désaccords, dès la parution des photos, « la communauté noire se rassembla instantanément derrière King », selon David Vann, qui deviendra plus tard maire de Birmingham. Horrifié par les moyens mis en œuvre par la police de Birmingham pour protéger la ségrégation, le sénateur new-yorkais Jacod K. Javits déclara : « le pays ne le tolérera pas », et urgea le Congrès à adopter une loi pour les droits civiques. D'autres élus eurent des réactions similaires, tels Sherman Cooper, sénateur du Kentucky, ou Wayne Morse, sénateur de l'Oregon, qui compara Birmingham à l'Afrique du Sud sous apartheid. Un édito du New York Times qualifia l'attitude de la police de Birmingham de « déshonneur national ». Le Washington Post commenta « Le spectacle à Birmingham [...] devrait susciter la sympathie du reste du pays envers les citoyens dignes, justes et responsables de la communauté, qui ont si récemment démontré par les urnes leur absence de soutien aux politiques qui ont engendré les émeutes de Birmingham. Les autorités qui ont essayé, par ces moyens brutaux, de stopper des marcheurs de la liberté (« freedom marchers ») ne parlent ni n'agissent au nom du peuple éclairé de la ville ». Le président Kennedy envoya le procureur général adjoint Burke Marshall à Birmingham pour aider à la négociation d'une trêve. Mais Marshall se trouva face à une impasse, les commerçants et les organisateurs du mouvement étant chacun campés sur leurs positions.

### Dans l'impasse
Le 5 mai, les spectateurs noirs des environs du parc de Kelly Ingram abandonnèrent la non-violence. Alors qu'ils provoquaient la police, les organisateurs du SCLC les suppliaient de se montrer pacifiques ou de rentrer chez eux. James Bevel emprunta un porte-voix à la police et cria : « Que tout le monde quitte cette zone. Si vous n'êtes pas prêts à manifester de façon non-violente, alors partez ! » On entendit le commissaire Connor dire : « Si on demandait à la moitié d'entre eux ce que la liberté signifie, ils sauraient pas vous dire ». Dans le but d'empêcher d'autres manifestations, Connor ordonna qu'on bloque les portes des églises pour empêcher les jeunes de partir.
Le 6 mai, les prisons étaient si pleines que Connor fit transformer la palissade de l'esplanade nationale en une prison de fortune destinée à contenir les protestataires. Les Noirs débarquèrent dans les églises blanches pour assister aux services. Ils furent acceptés dans les églises catholique romaine, épiscopale et presbytérienne, mais refoulés dans toutes les autres, où ils s'agenouillèrent et prièrent jusqu'à se faire arrêter. Des personnalités nationales célèbres firent le déplacement jusqu'à Birmingham pour apporter leur soutien. La chanteuse Joan Baez donna un concert gratuit à l'université du Miles College, et résida à l'A.G. Gaston Motel dont le propriétaire était noir. L'acteur Dick Gregory, ainsi que Barbara Deming, qui écrivait pour The Nation, furent tous deux arrêtés. Le jeune Dan Rather couvrait l'événement pour CBS News. La voiture de Fannie Flagg, une personnalité de la télévision locale récemment finaliste de Miss Alabama, se retrouva entourée d'adolescents qui l'avaient reconnue. Flagg travaillait à Channel 6 dans l'émission du matin et, après avoir demandé à ses producteurs pourquoi l'émission ne couvrait pas les manifestations, elle avait reçu l'ordre de ne jamais évoquer la question à l'antenne. Mais elle baissa la fenêtre de sa voiture et cria aux jeunes : « Je suis avec vous à 100 % ! »
Sensible au regard de l'opinion publique, le département des pompiers de Birmingham refusa d'exécuter les ordres de Connor quand il leur demanda une nouvelle fois d'utiliser les canons à eau sous pression contre les manifestants. Ils entreprirent même de patauger dans la cave de l’Église Baptiste de la 16e Rue pour nettoyer l'eau qui y stagnait à la suite des inondations causées par les usages antérieurs de canons à eau. Une rencontre eut lieu entre des dirigeants d'entreprise blancs et des organisateurs du mouvement pour tâcher de parvenir à un accord économique. Cependant, les dirigeants affirmaient qu'ils n'avaient aucun contrôle sur la politique, un point sur lequel les organisateurs du mouvement étaient en désaccord : à leurs yeux, les dirigeants d'entreprise étaient en position de faire pression sur les dirigeants politiques.

### Une ville paralysée
La ville entra en situation de crise le 7 mai 1963. À la prison, il fallut près de quatre heures pour distribuer leurs petits-déjeuners à tous les détenus. Soixante-dix membres de la chambre de commerce de Birmingham supplièrent les organisateurs du mouvement de mettre fin à leurs actions. Le NAACP demanda à ses sympathisants de faire grève par solidarité dans une centaine de villes américaines. Dix-neuf rabbins de New York se rendirent à Birmingham, comparant le silence entourant la ségrégation aux atrocités de l'Holocauste. Des rabbins locaux exprimèrent cependant leur désaccord avec cette comparaison et leur demandèrent de repartir. L'éditeur du Birmingham News envoya un télégramme au président Kennedy pour lui demander de mettre un terme aux manifestations.
Les canons à eau furent utilisés une nouvelle fois, blessant des policiers, Fred Shuttlesworth, ainsi que d'autres manifestants. Le commissaire Connor exprima son regret de n'avoir pas vu Shuttlesworth être frappé par le jet, et déclara : « J'espère qu'ils l'ont emmené dans un corbillard ». 1000 personnes supplémentaires furent arrêtées, amenant le total à 2500.
La nouvelle d'arrestations massives d'enfants avait atteint l'Europe de l'Ouest et l'Union soviétique. Cette dernière dédia jusqu'à 25 % de ses émissions d'actualités au traitement des manifestations, les relayant largement en Afrique, où les intérêts américains et soviétiques étaient en conflit. Les commentaires des actualités soviétiques accusaient l'administration Kennedy de négligence et d'« inactivité ». Le gouverneur de l'Alabama George Wallace détacha des « state troopers » (corps de police nationale) pour assister les troupes de Connor. Le procureur général Robert Kennedy était prêt à déclencher l'intervention de la Garde Nationale d'Alabama, et informa la Deuxième Division d'Infanterie de Fort Benning, en Géorgie, qu'elle serait susceptible d'être déployée à Birmingham.
Dans le centre-ville, plus aucun commerce n'était en activité. Les organisateurs planifièrent d'inonder la zone commerçante d'une foule de Noirs. De petits groupes étaient chargés de distraire la police pour détourner son attention des activités qui se déroulaient à l'Église baptiste de la 16e Rue : certains déclenchèrent de fausses alarmes incendie pour occuper le département des pompiers et ses canons à eau, tandis qu'un groupe d'enfants approcha un officier de police en claironnant : « On veut aller en prison ! ». Quand le policier leur indiqua le chemin, les enfants traversèrent le parc Kelly Ingram en courant, criant « On va en prison ! ». Six cents grévistes atteignirent le centre-ville de Birmingham. D'importants groupes de manifestants s'assirent dans les commerces et chantèrent des chants de liberté. Les rues, trottoirs, commerces et bâtiments furent envahis par plus de 3000 contestataires. Face au procureur Burke Marshall, le shérif et le chef de police durent admettre qu'ils ne pensaient pas pouvoir gérer la situation plus de quelques heures.

### Résolution
Le 8 mai à 4 h du matin, les dirigeants d'entreprise blancs cédèrent à la plupart des exigences des protestataires. Les autorités politiques, cependant, restaient fermes sur leurs positions, révélant le fossé entre hommes d'affaires et politiciens. Ces derniers, en effet, avouèrent qu'ils ne pouvaient pas garantir la libération des manifestants emprisonnés. Cependant, le 10 mai, Fred Shuttlesworth et Martin Luther King annoncèrent aux journalistes qu'ils avaient obtenu l'aval de la ville de Birmingham : les autorités avaient promis la déségrégation des buvettes, des toilettes publiques, des fontaines et des cabines d'essayage dans un délai de 90 jours, ainsi que l'accès à l'emploi pour les Noirs dans les commerces (vendeurs, employés...). Les personnes emprisonnées seraient relâchés sur caution ou sur parole. Sollicités par Kennedy, les syndicats de travailleurs United Auto Workers, National Maritime Union, United Steelworkers Union, et l'American Federation of Labor and Congress of Industrial Organizations (AFL-CIO) rassemblèrent 237 000 $ $ (l'équivalent de 1 830 000 $ en 2016) pour payer les cautions des manifestants. Le commissaire Connor et le maire sortant condamnèrent cette décision.
Pendant la nuit du 11 mai, une bombe éclata, causant de graves dégâts, à l'A.G. Gaston Motel. C'est là que King avait résidé, et il avait quitté les lieux à peine quelques heures plus tôt. Le même jour, une autre bombe explosait au domicile de son frère, Albert D. King. Quand la police alla inspecter le motel, elle fut accueillie à coups de cailloux et de bouteilles par le voisinage noir. L'arrivée de troupes nationales ne fit qu'accroître la colère de la foule : aux premières heures du matin, une émeute rassembla des centaines de Noirs, de nombreux bâtiments et véhicules furent incendiés, et plusieurs personnes, dont un officier de police, reçurent des coups de couteau. Dès le 13 mai, 3000 hommes des troupes fédérales furent déployées à Birmingham pour rétablir l'ordre, bien que le gouverneur de l'Alabama George Wallace eut assuré au président Kennedy que les troupes nationales et locales étaient suffisantes. Martin Luther King revint à Birmingham pour mettre l'accent sur la non-violence.
Le maire sortant, Art Hanes, quitta son poste après que la Cour Suprême d’État de l'Alabama eut statué que Albert Boutwell pourrait prendre ses fonctions le 21 mai 1963. En récupérant le chèque de son dernier salaire, Bull Connor constata en pleurant : « C'est le pire jour de ma vie ». En juin 1963, les pancartes des lois Jim Crow qui régulaient les lieux publics ségrégués à Birmingham furent définitivement supprimées.

## L'après-campagne

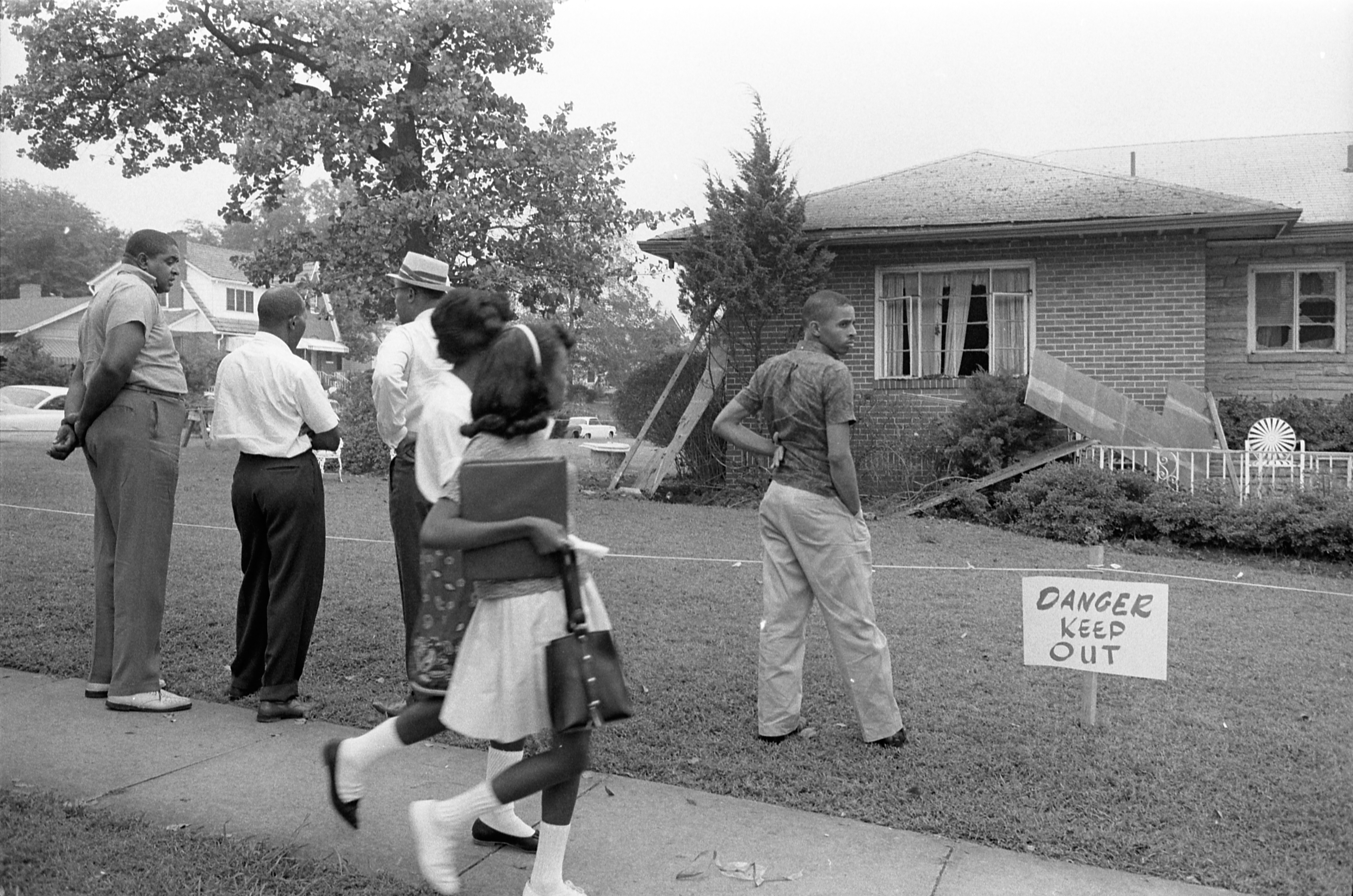
Un groupe d'afro-américain devant la maison d'Arthur Shores, avocat du NAACP, détruite par une bombe le 5 septembre 1963 à Birmingham

Après la fin des manifestations, la déségrégation de Birmingham se mit en œuvre lentement. King et le SCLC furent critiqués par certains pour avoir conclu la campagne avec des promesses trop vagues, et pour avoir « instauré moins que les exigences les plus modérées ». De fait, Sydney Smyer, président de la chambre de commerce de Birmingham, ré-interpréta les termes de l'accord. Shuttlesworth et King avaient annoncé que la déségrégation serait mise en œuvre 90 jours après le 15 mai. Mais Smyer considéra après coup qu'un seul employé noir embauché 90 jours après la prise de fonctions du nouveau gouvernement municipal serait suffisant. Cependant, en juillet, la plupart des ordonnances de ségrégation de la ville avaient été annulées. Certains comptoirs dans des grands magasins se plaignirent des nouvelles règles. Les parcs de la ville et les cours de golf rouvrirent, accueillant les citoyens blancs comme noirs. Le Maire Boutwell nomma un comité mixte ("biracial" en anglais) pour débattre des futurs changements. Cependant, encore aucune embauche n'avait été faite d'employés, de policiers ou de pompiers noirs, et la Birmingham Bar Association (Association du Barreau de Birmingham) rejetait l'adhésion des avocats noirs.
La campagne avait cependant attiré une attention nationale et internationale sur la violence raciste à Birmingham. Craignant que la contestation puisse s'étendre, le procureur général des États-Unis, Robert F. Kennedy, organisa une réunion avec plusieurs leaders noirs, en particulier James Baldwin.
La popularité de Martin Luther King monta en flèche après le mouvement de Birmingham : beaucoup le célébraient comme un héros. Le SCLC était très sollicité pour apporter le changement dans de nombreuses villes du Sud. Pendant l'été 1963, King mena la Marche sur Washington pour l'emploi et la liberté, où il déclama son célèbre discours « I have a dream » (J'ai fait un rêve). King fut déclaré « Homme de l'année » (Man of the Year) 1963 par le magazine Time, et se vit décerner le prix Nobel de la Paix en 1964.
C'est à la suite de la campagne de Birmingham, ainsi qu'au refus de George Wallace (gouverneur de l'Alabama) d'accepter les étudiants noirs à l'université de l'Alabama, que le président Kennedy prit la décision d'aborder la question des inégalités profondes entre citoyens blancs et noirs dans le Sud des États-Unis : « Les événements à Birmingham et ailleurs ont porté si haut les cris en faveur de l'égalité qu'aucune ville, aucun État ni aucun corps législatif ne peut raisonnablement choisir de les ignorer. » Tandis que, au lendemain de la campagne de Birmingham, les résultats locaux ne se faisaient pas immédiatement sentir, Fred Shuttlesworth et Wyatt Tee Walker soulignèrent que son véritable impact était cette influence sur l'agenda politique national. L'administration Kennedy rédigea le Civil Rights Act. Au Congrès, d'« irréductibles sudistes » firent pendant 75 jours obstruction au texte de loi, qui fut finalement adopté en 1964 et promulgué par le président Lyndon Johnson. Le Civil Rights Act s'appliquait au pays tout entier, interdisant la discrimination raciale dans l'emploi et l'accès aux lieux publics. Cependant Roy Wilkins du NAACP, ne considérait pas la campagne de Birmingham comme la force première ayant motivé le Civil Rights Act. Il soulignait le poids d'autres mouvements, comme les Freedoms Riders (Passagers de la Liberté), la déségrégation de l'université du Mississippi, ou encore des campagnes en faveur de la déségrégation des écoles publiques.
Les écoles publiques de Birmingham furent dé-ségréguées en septembre 1963. Le gouverneur Wallace envoya les troupes de la Garde nationale pour empêcher les étudiants noirs de rentrer, mais le président Kennedy s'opposa à Wallace en ordonnant aux troupes de se retirer. Les violences continuèrent cependant à agiter la ville. Quelqu'un lança une grenade de gaz lacrymogène dans un grand magasin Loveman quand l'enseigne se plia aux accords de déségrégation, entraînant l'hospitalisation de vingt personnes. Quatre mois après les accords de Birmingham, quelqu'un posa une bombe au domicile d'Arthur Shors, avocat au NAACP, blessant sa femme dans l'explosion.
Le 15 septembre 1963, Birmingham fut à nouveau au centre de l'attention internationale quand des membres du Ku Klux Klan posèrent une bombe dans l’Église Baptiste de la 16e Rue, un samedi matin, tuant quatre jeunes filles dans l'explosion.
La campagne de Birmingham inspira le mouvement des droits civiques dans d'autres zones du Sud. Deux jours après que King et Shuttlesworth eurent fait l'annonce des accords de Birmingham, Medgar Evers, membre du NAACP de la ville de Jackson, dans l’État du Mississippi, demanda qu'un comité mixte y soit également instauré afin de traiter la question localement. Le 12 juin 1963, Evers fut mortellement blessé par balle devant chez lui. Il avait organisé des manifestations similaires à celles de Birmingham pour faire pression sur le gouvernement municipal de Jackson. En 1965, Shuttlesworth était aux côtés de Bevel, King et du SCLC pour mener les Marches de Selma à Montgomery, destinées à encourager l'inscription sur les listes électorales de la population noire.

### L'impact de la campagne
L'historien Glenn Eskew écrit de la campagne qu'elle « provoqua un éveil au sujet des ravages de la ségrégation, et de la nécessité des réformes dans la région ». Ce fut généralement la classe moyenne noire qui assuma les responsabilités à Birmingham et au SCLC, la population noire la plus pauvre continuant de lutter au quotidien. Selon Eskew, les émeutes qui suivirent l'attaque à la bombe perpétrée contre l'A.G. Gaston Motel étaient un prélude aux émeutes qui auraient lieu à la fin des années 1960 dans de plus grandes villes. Un avis partagé par Abraham Woods, vice-président du ACMHR, qui déclara que les émeutes à Birmingham avaient établi un précédent à une mentalité « Burn, baby, burn », un cri de ralliement utilisé lors de mouvements sociaux ultérieurs comme les émeutes de Watts, les émeutes de la 12e Rue à Détroit, ou dans d'autres villes américaines à la fin des années 1960. Une étude des émeutes de Watts tira la conclusion suivante : « Les 'règles du jeu' des relations raciales ne furent plus jamais les mêmes après Birmingham ».
Wyatt Tee Walker écrivit que la campagne de Birmingham était une « légende », devenant le chapitre le plus important du mouvement des droits civiques. Il s'agit du « plus important point de basculement du mouvement non-violent aux États-Unis. Il marqua l'accession du SCLC au rang de force nationale dans l'arène des droits civiques, un terrain jusqu'alors occupé par le NAACP, organisation plus ancienne au fonctionnement laborieux ». Walker qualifia la campagne de Birmingham et les marches de Selma de « jumeaux siamois » unis pour « tuer la ségrégation... et enterrer le corps ». Faisant allusion à la bataille médiatique autour de la campagne, Jonathan Bass déclara que « King avait remporté une formidable victoire de communication à Birmingham », soulignant cependant que « ce furent les citoyens de la Ville Magique, à la fois noirs et blancs, et pas Martin Luther King ou le SCLC, qui mirent en œuvre la véritable transformation de la ville ».

## Filmographie
- Mighty Times: The Children's March, documentaire de 2004,
- Le film Le Majordome (2013) fait référence à ces événements.